# Puchar Świata w kolarstwie torowym 2001
Puchar Świata w kolarstwie torowym w sezonie 2001 to 9. edycja tej imprezy. Organizowany przez UCI, obejmował pięć rund: w kolumbijskim Cali w dniach 25–27 maja 2001 roku, w Szczecinie w dniach 8–10 czerwca 2001 roku, we włoskim Pordenone w dniach 29 czerwca-1 lipca 2001 roku, w stolicy Meksyku w dniach 10–12 sierpnia 2001 roku oraz w malezyjskim Ipoh w dniach 24–26 sierpnia 2001 roku.
Trofeum sprzed roku broniła reprezentacja Francji. W tym sezonie najlepsza okazała się reprezentacja Niemiec.

## Klasyfikacja narodów
| Miejsce | Państwo           | Punkty |
| ------- | ----------------- | ------ |
| 1.      | Niemcy            | 351    |
| 2.      | Francja           | 296    |
| 3.      | Stany Zjednoczone | 235    |
| 4.      | Australia         | 221    |
| 5.      | Rosja             | 198    |
| 6.      | Holandia          | 168    |
| 7.      | Ukraina           | 139    |
| 7.      | Wielka Brytania   | 139    |
| 9.      | Włochy            | 138    |
| 10.     | Hiszpania         | 132    |

## Wyniki

### Mężczyźni

#### Keirin
| Lp. | Miasto               | 1. miejsce              | 2. miejsce                       | 3. miejsce           |
| --- | -------------------- | ----------------------- | -------------------------------- | -------------------- |
| 1.  | Cali                 | Laurent Gané            | Jens Fiedler                     | Lampros Vasilopoulos |
| 2.  | Szczecin             | Pavel Buráň             | Jaroslav Jeřábek                 | Viesturs Bērziņš     |
| 3.  | Pordenone            | Ainārs Ķiksis           | Yuji Yamada                      | Marty Nothstein      |
| 4.  | Meksyk               | José Antonio Villanueva | Grzegorz Krejner                 | Craig MacLean        |
| 5.  | Ipoh                 | Jobie Dajka             | Florian Rousseau                 | Marty Nothstein      |
|     | Klasyfikacja końcowa | Pavel Buráň             | Josiah Ng On Lam Marty Nothstein |                      |

#### 1000 m
| Lp. | Miasto               | 1. miejsce      | 2. miejsce      | 3. miejsce        |
| --- | -------------------- | --------------- | --------------- | ----------------- |
| 1.  | Cali                 | Chris Hoy       | Hervé Thuet     | Carsten Bergemann |
| 2.  | Szczecin             | Sören Lausberg  | Marty Nothstein | Hervé Thuet       |
| 3.  | Pordenone            | Teun Mulder     | Stefan Nimke    | Andrij Wynokurow  |
| 4.  | Meksyk               | Arnaud Tournant | Mark Renshaw    | Grzegorz Krejner  |
| 5.  | Ipoh                 | Stefan Nimke    | Mark Renshaw    | Hervé Gané        |
|     | Klasyfikacja końcowa | Mark Renshaw    | Stefan Nimke    | Hervé Thuet       |

#### Sprint indywidualny
| Lp. | Miasto               | 1. miejsce                   | 2. miejsce       | 3. miejsce              |
| --- | -------------------- | ---------------------------- | ---------------- | ----------------------- |
| 1.  | Cali                 | Laurent Gané                 | Matthias John    | José Antonio Villanueva |
| 2.  | Szczecin             | Roberto Chiappa              | Pavel Buráň      | Viesturs Bērziņš        |
| 3.  | Pordenone            | Laurent Gané                 | Mickaël Bourgain | Ainārs Ķiksis           |
| 4.  | Meksyk               | Roberto Chiappa              | Jeffrey Labauve  | Arnaud Duble            |
| 5.  | Ipoh                 | Jobie Dajka                  | Matthias John    | René Wolff              |
|     | Klasyfikacja końcowa | Roberto Chiappa Laurent Gané |                  | Mickaël Bourgain        |

#### Sprint drużynowy
| Lp. | Miasto               | 1. miejsce       | 2. miejsce | 3. miejsce        |
| --- | -------------------- | ---------------- | ---------- | ----------------- |
| 1.  | Cali                 | Niemcy           | Francja    | Wielka Brytania   |
| 2.  | Szczecin             | Polska           | Ukraina    | Niemcy            |
| 3.  | Pordenone            | Hiszpania        | Polska     | Włochy            |
| 4.  | Meksyk               | Francja          | Japonia    | Stany Zjednoczone |
| 5.  | Ipoh                 | Niemcy           | Francja    | Japonia           |
|     | Klasyfikacja końcowa | Niemcy · Francja |            | Japonia           |

#### Wyścig indywidualny na dochodzenie
| Lp. | Miasto               | 1. miejsce       | 2. miejsce          | 3. miejsce       |
| --- | -------------------- | ---------------- | ------------------- | ---------------- |
| 1.  | Cali                 | Stefan Steinweg  | Hayden Godfrey      | Damien Pommereau |
| 2.  | Szczecin             | Jens Lehmann     | Ołeksandr Symonenko | Aleksiej Markow  |
| 3.  | Pordenone            | Thomas Liese     | Bradley Wiggins     | Rusłan Pidhorny  |
| 4.  | Meksyk               | Damien Pommereau | Sergi Escobar       | Aleksiej Markow  |
| 5.  | Ipoh                 | Franco Marvulli  | Noriyuki Iijima     | Wadim Krawczenko |
|     | Klasyfikacja końcowa | Damien Pommereau | Sergi Escobar       | Aleksiej Markow  |

#### Wyścig drużynowy na dochodzenie
| Lp. | Miasto               | 1. miejsce    | 2. miejsce      | 3. miejsce |
| --- | -------------------- | ------------- | --------------- | ---------- |
| 1.  | Cali                 | Nowa Zelandia | Kolumbia        | Hiszpania  |
| 2.  | Szczecin             | Niemcy        | Wielka Brytania | Ukraina    |
| 3.  | Pordenone            | Ukraina       | Wielka Brytania | Australia  |
| 4.  | Meksyk               | Rosja         | Holandia        | Chile      |
| 5.  | Ipoh                 | Niemcy        | Czechy          | Kazachstan |
|     | Klasyfikacja końcowa | Niemcy        | Wielka Brytania | Ukraina    |

#### Madison
| Lp. | Miasto               | 1. miejsce      | 2. miejsce        | 3. miejsce        |
| --- | -------------------- | --------------- | ----------------- | ----------------- |
| 1.  | Cali                 | Niemcy          | Argentyna         | Szwajcaria        |
| 2.  | Szczecin             | Szwajcaria      | Holandia          | Austria           |
| 3.  | Pordenone            | Zawody odwołane | Zawody odwołane   | Zawody odwołane   |
| 4.  | Meksyk               | Hiszpania       | Rosja             | Holandia          |
| 5.  | Ipoh                 | Szwajcaria      | Stany Zjednoczone | Belgia            |
|     | Klasyfikacja końcowa | Szwajcaria      | Hiszpania         | Stany Zjednoczone |

#### Wyścig punktowy
| Lp. | Miasto               | 1. miejsce        | 2. miejsce      | 3. miejsce        |
| --- | -------------------- | ----------------- | --------------- | ----------------- |
| 1.  | Cali                 | Gregory Henderson | Leonardo Duque  | Robert Sassone    |
| 2.  | Szczecin             | Franz Stocher     | Wasyl Jakowlew  | Milan Kadlec      |
| 3.  | Pordenone            | Cho Ho-sung       | Devid Garbelli  | Ołeksandr Fedenko |
| 4.  | Meksyk               | Robert Sassone    | Marco Arriagada | Joan Llaneras     |
| 5.  | Ipoh                 | Matthew Gilmore   | Jimmi Madsen    | James Carney      |
|     | Klasyfikacja końcowa | James Carney      | Robert Sassone  | Franz Stocher     |

### Kobiety

#### 500 m
| Lp. | Miasto               | 1. miejsce             | 2. miejsce      | 3. miejsce           |
| --- | -------------------- | ---------------------- | --------------- | -------------------- |
| 1.  | Cali                 | Natalla Markowniczenko | Nancy Contreras | Swietłana Grankowska |
| 2.  | Szczecin             | Natalla Markowniczenko | Katrin Meinke   | Lori-Ann Muenzer     |
| 3.  | Pordenone            | Natalla Markowniczenko | Iryna Janowycz  | Oksana Griszyna      |
| 4.  | Meksyk               | Nancy Contreras        | Tammy Thomas    | Lori-Ann Muenzer     |
| 5.  | Ipoh                 | Lori-Ann Muenzer       | Katrin Meinke   | Wang Yan             |
|     | Klasyfikacja końcowa | Natalla Markowniczenko | Nancy Contreras | Lori-Ann Muenzer     |

#### Sprint indywidualny
| Lp. | Miasto               | 1. miejsce             | 2. miejsce           | 3. miejsce       |
| --- | -------------------- | ---------------------- | -------------------- | ---------------- |
| 1.  | Cali                 | Natalla Markowniczenko | Swietłana Grankowska | Tanya Lindenmuth |
| 2.  | Szczecin             | Natalla Markowniczenko | Swietłana Grankowska | Oksana Griszyna  |
| 3.  | Pordenone            | Natalla Markowniczenko | Swietłana Grankowska | Oksana Griszyna  |
| 4.  | Meksyk               | Nancy Contreras        | Tammy Thomas         | Céline Nivert    |
| 5.  | Ipoh                 | Lori-Ann Muenzer       | Kerrie Meares        | Katrin Meinke    |
|     | Klasyfikacja końcowa | Natalla Markowniczenko | Swietłana Grankowska | Susan Panzer     |

#### Wyścig indywidualny na dochodzenie
| Lp. | Miasto               | 1. miejsce           | 2. miejsce          | 3. miejsce          |
| --- | -------------------- | -------------------- | ------------------- | ------------------- |
| 1.  | Cali                 | María Luisa Calle    | Emma Davies         | Jelena Czałych      |
| 2.  | Szczecin             | Leontien van Moorsel | Katherine Bates     | Lada Kozlíková      |
| 3.  | Pordenone            | Olga Slusariewa      | Anouska van der Zee | Alison Wright       |
| 4.  | Meksyk               | Sarah Ulmer          | Anouska van der Zee | Erin Mirabella      |
| 5.  | Ipoh                 | Christina Becker     | Diana Žiliūtė       | Katherine Bates     |
|     | Klasyfikacja końcowa | Katherine Bates      | Erin Mirabella      | Anouska van der Zee |

#### Wyścig punktowy
| Lp. | Miasto               | 1. miejsce           | 2. miejsce          | 3. miejsce        |
| --- | -------------------- | -------------------- | ------------------- | ----------------- |
| 1.  | Cali                 | Belem Guerrero       | Teodora Ruano       | Katherine Bates   |
| 2.  | Szczecin             | Leontien van Moorsel | Katherine Bates     | Mirella van Melis |
| 3.  | Pordenone            | Olga Slusariewa      | Rochelle Gilmore    | Anke Wichmann     |
| 4.  | Meksyk               | Belem Guerrero       | Anouska van der Zee | Erin Mirabella    |
| 5.  | Ipoh                 | Christina Becker     | Cathy Moncassin     | Erin Carter       |
|     | Klasyfikacja końcowa | Belem Guerrero       | Katherine Bates     | Erin Mirabella    |